# 1580 na arte

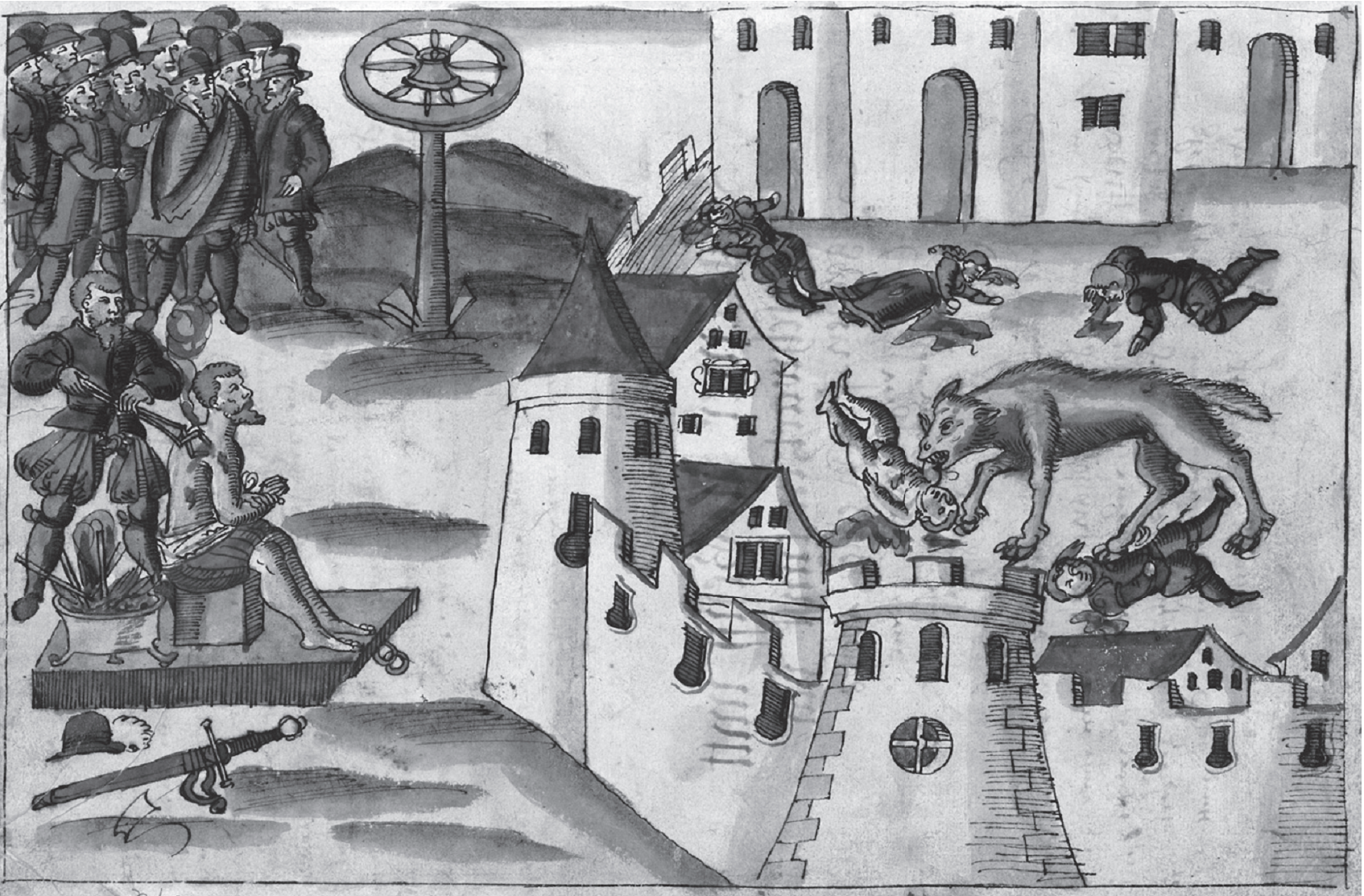
"Em Genebra, um indivíduo, transformado em lobo, ceifou a vida de 16 crianças; sendo posteriormente executado em 15 de outubro de 1580". Desenho a caneta colorido por Johann Jakob Wick.

## Nascimentos
| Data | Nome       | Profissão | Nacionalidade                                          | Observações | Ref |
| ---- | ---------- | --------- | ------------------------------------------------------ | ----------- | --- |
| ?    | Frans Hals | Pintor    | República das Sete Províncias Unidas dos Países Baixos | m. 1666     |     |

## Mortes
| Data         | Nome                | Profissão                              | Nacionalidade                            | Observações | Ref |
| ------------ | ------------------- | -------------------------------------- | ---------------------------------------- | ----------- | --- |
| 19 de agosto | Andrea Palladio     | arquitecto                             | Sereníssima República de Veneza (Itália) | n. 1508     |     |
| ?            | Francisco de Campos | pintor maneirista (activo em Portugal) | Sacro Império Romano-Germânico (Bélgica) | n. ??       |     |